# Polymerus unifasciatus
Espèce
Polymerus unifasciatus est une espèce d'insectes hémiptères du sous-ordre des hétéroptères (punaises) de la famille des Miridae.

## Biologie
L'adulte est visible de mai à septembre et vit sur les gaillets (Galium).

## Liens externes

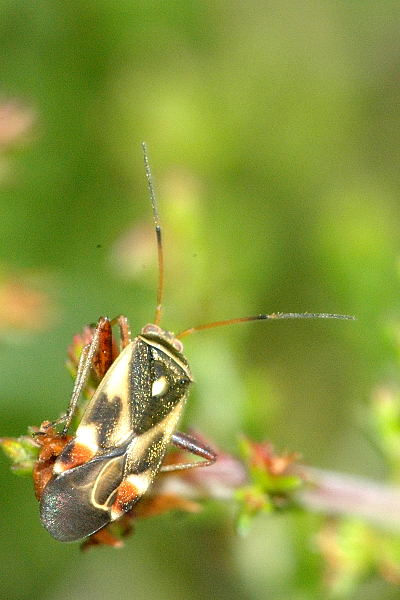
Polymerus unifasciatus